# 演武
演武（えんぶ）とは、武道・武術において学んだ形を披露すること。演武者単独で行う場合と、演武者以外に1人または複数の相手役（受け）を用意して行う場合がある。

## 概要
演武には、その本来の意味である「流儀の内容・修行の成果を披露することや儀式を目的として行う演武」と、現代になって生まれた「採点競技を目的として行う演武」とに分けられる。古武道は前者として、現代武道は後者として、演武を行うのが一般的である。
採点競技において、自分の持っている技能や力量を表現することは「演技」と言われるが、武道の世界では一般的には「演武」という表現が用いられる。例えば、一人で行う弓道・居合道、二人で形を演ずる杖道・なぎなた・少林寺拳法・空手などで、演武という言葉が使用されている。しかし、スポーツおよび武道の対人試合形式の競技においては「演技」あるいは「演武」といった表現はほとんど見られない。例外的に、剣道にのみ対人試合形式で「演武」という言葉が用いられている大会がある。
厳密に形をなぞるのではなく、基本をふまえた上で即興で技を繰り広げる場合もあり、その形式は各武術・流派によって様々である。
演舞（えんぶ）と同音のために混同されることがあるが、演舞は読んで字の如く「舞い」を披露することであるため、本来は演武と異なる意味である。ただし一部中国武術（武術太極拳など）では、舞うような動作を披露する演武があることから、「演舞」と表記している場合がある。

## 目的
知識のない一般人や外国人にとって、競技性のない伝統武術の演武はエンターテイメントの一種として捉えられている場合が少なくなく、そこに演武者と観客との間に認識の違いが存在している。一般の観客からすれば「伝統武術の演武は、我々がよく知る、競技の動向を楽しむスポーツ観戦とは違うものであるから、我々がそこに楽しみを見出すには、殺陣のようにエンターテイメントとして捉えるのが適切であろう」と誤解してしまう。演武は、「観客が楽しめる・楽しめない」などは元来関係のない概念である。なお、武術の形がある種の芸術とみなされることは歴史的にも事実であるため、「鑑賞」という捉え方は適切であり、本来の演武は展覧会に近い位置付けである。